# 宇都宮地方検察庁
宇都宮地方検察庁（うつのみやちほうけんさつちょう）は、栃木県宇都宮市にある日本の地方検察庁の一つで、栃木県を管轄している。略称は、宇都宮地検（うつのみやちけん）。真岡、大田原、栃木、足利に支部を置いている。

## 所在地
- 本庁 - 宇都宮市小幡2丁目1-11 宇都宮地方法務総合庁舎　北緯36度33分46.3秒 東経139度52分25.8秒 / 北緯36.562861度 東経139.873833度
JR東北線（愛称宇都宮線）・東北新幹線・日光線 宇都宮駅（西口）から関東自動車・JRバス関東（バス）に乗車15分、「裁判所前」バス停から徒歩2分
東武宇都宮線　東武宇都宮駅から徒歩10分
  - 本庁のある宇都宮地方法務総合庁舎は2018年（平成30年）2月13日より業務を開始した、地上10階地下1階のビルである[1]。
- 真岡支部 - 真岡市荒町5116　北緯36度26分31.6秒 東経140度0分53.6秒 / 北緯36.442111度 東経140.014889度
真岡鐵道 真岡駅から徒歩20分
関東自動車（バス）「真岡市役所前荒町」バス停から徒歩1分
- 大田原支部 - 大田原市末広2丁目4-26　北緯36度51分53.4秒 東経140度1分5.2秒 / 北緯36.864833度 東経140.018111度
JR東北線（愛称宇都宮線）西那須野駅（東口）から関東自動車（バス）に乗車15分，「新富3丁目」バス停から徒歩7分
- 栃木支部 - 栃木市本町6-7　北緯36度22分38.3秒 東経139度44分19.4秒 / 北緯36.377306度 東経139.738722度
JR両毛線・東武日光線 栃木駅から徒歩15分
- 足利支部 - 足利市丸山町620-6　北緯36度20分21.7秒 東経139度27分30.6秒 / 北緯36.339361度 東経139.458500度
JR両毛線 足利駅（北口）から徒歩12分
東武伊勢崎線 足利市駅から徒歩25分

## 管轄
- 本庁
  - 宇都宮区検察庁（宇都宮市・日光市・那須烏山市・河内郡・鹿沼市・さくら市（旧氏家町域）・下野市（旧南河内町域）・塩谷郡（高根沢町））
- 真岡支部
  - 真岡区検察庁（真岡市・芳賀郡）
- 大田原支部
  - 大田原区検察庁（大田原市・矢板市・那須塩原市・さくら市（旧喜連川町域）・塩谷郡（塩谷町）・那須郡）
- 栃木支部
  - 栃木区検察庁（栃木市・下都賀郡（壬生町）
  - 小山区検察庁（小山市・下野市（旧石橋町域・旧国分寺町域）・下都賀郡（野木町））
- 足利支部
  - 足利区検察庁（足利市・佐野市）

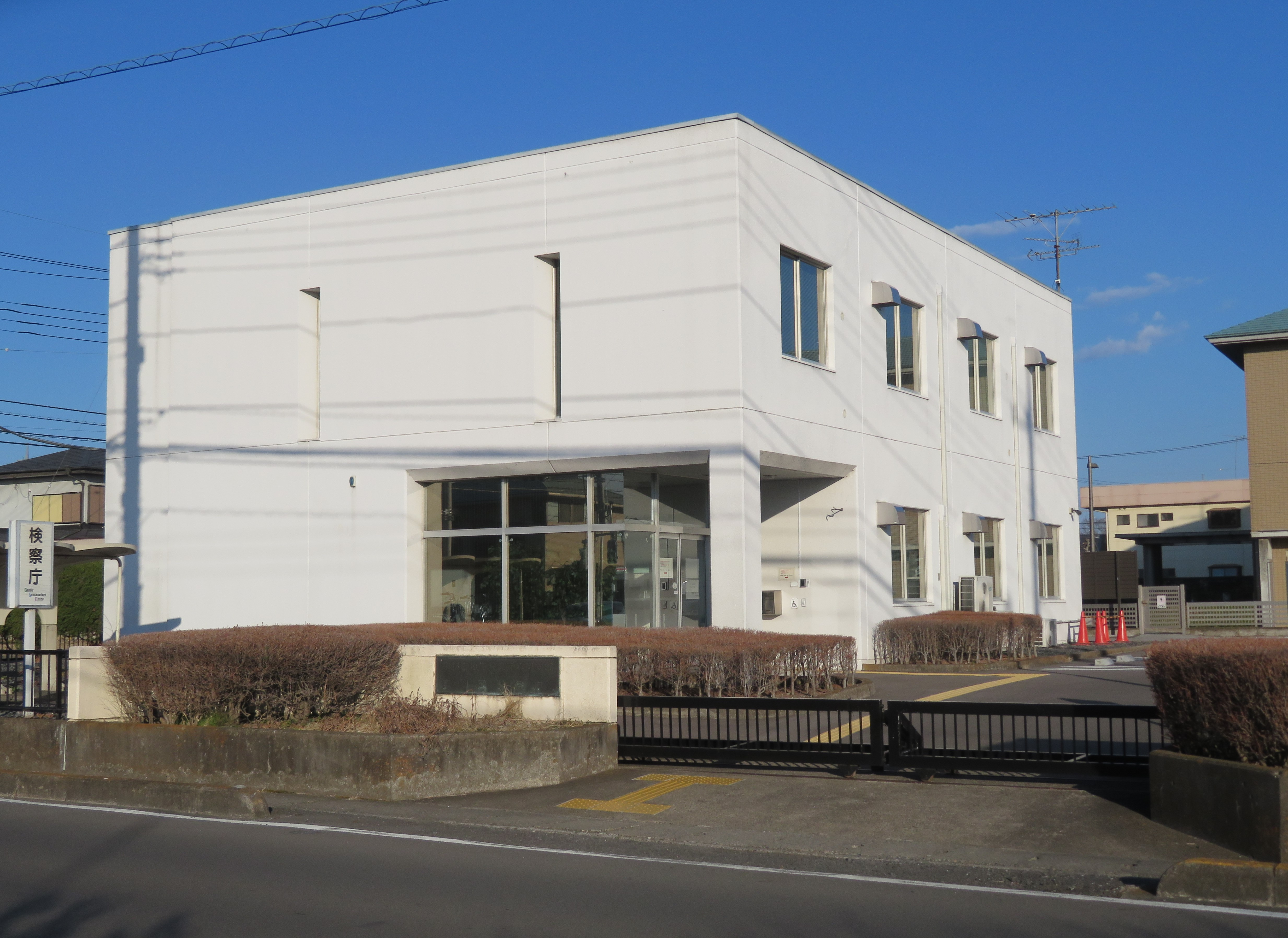
真岡支部
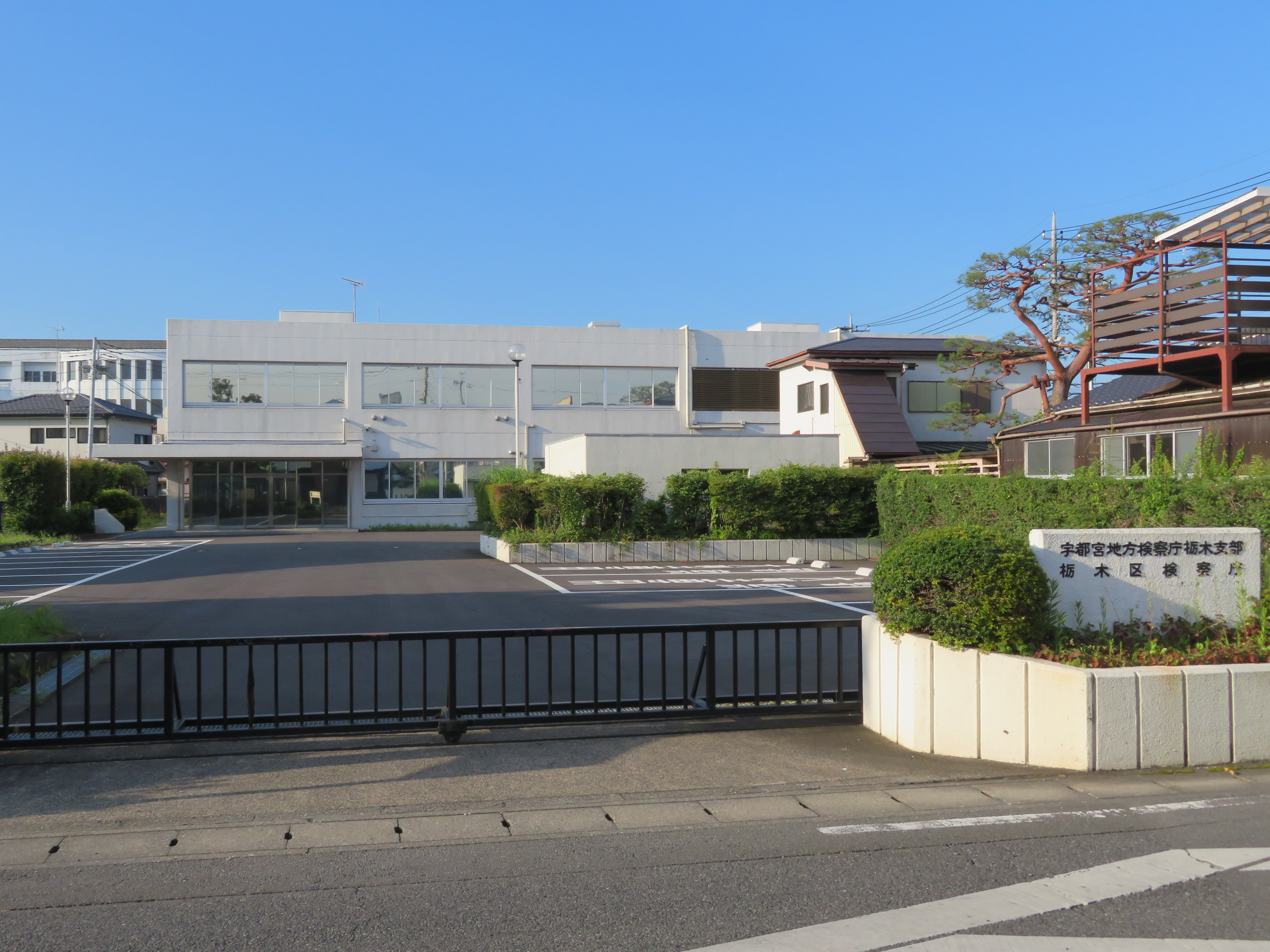
栃木支部
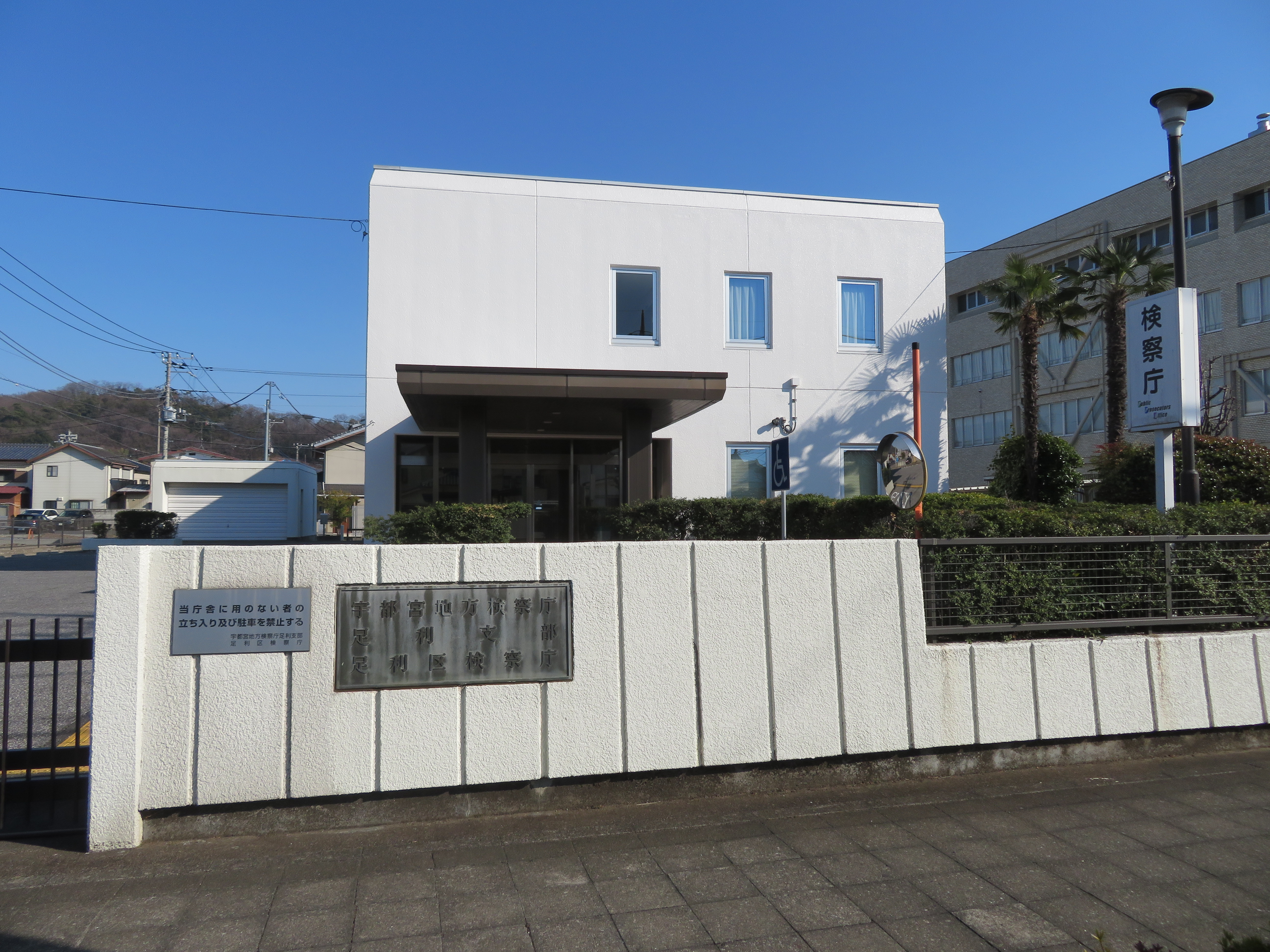
足利支部
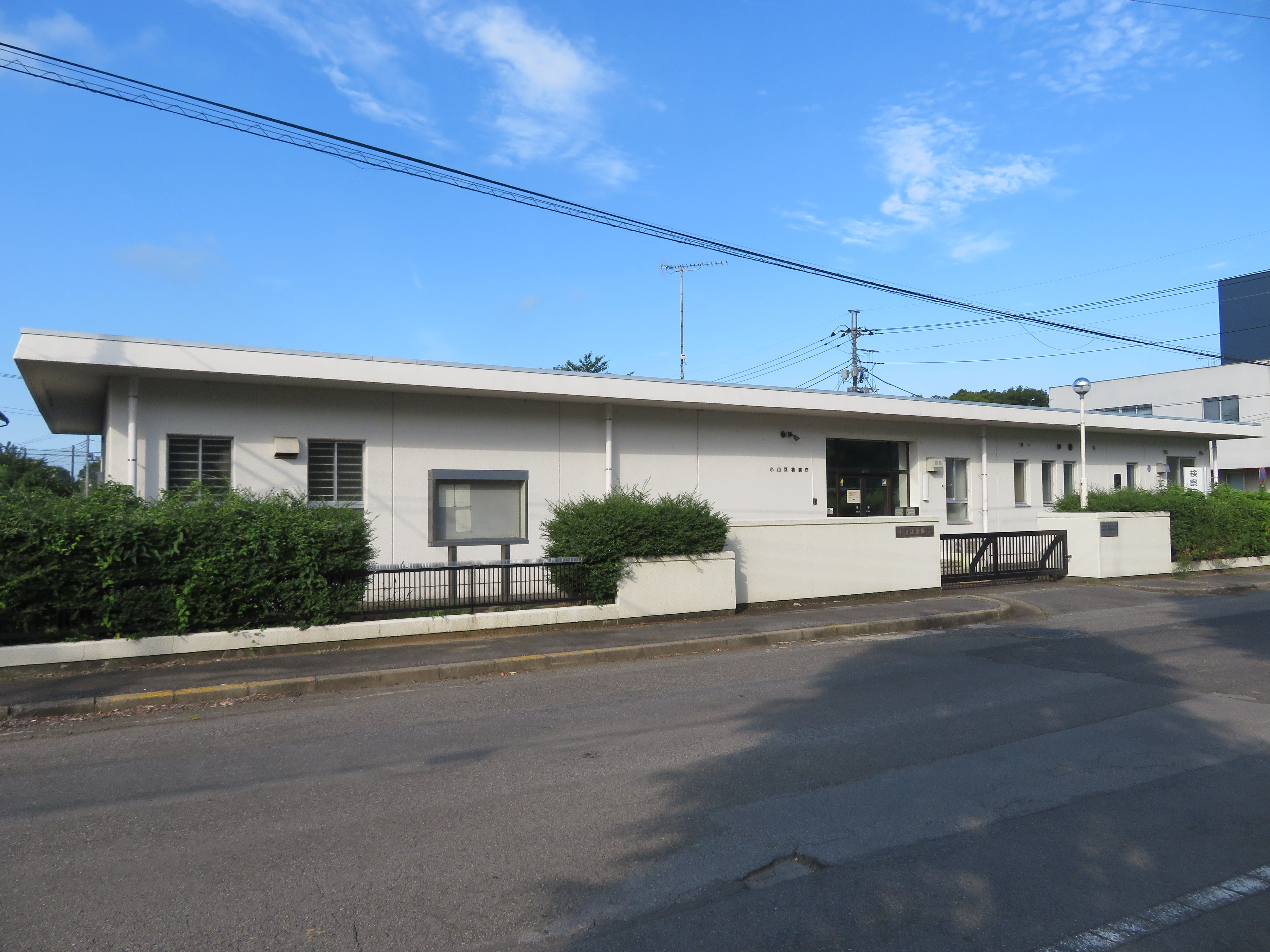
小山区検察庁

## 取扱件数
取扱件数（単位：件）
| 区分 | 区分   | 2013年 | 2016年 | 2019年 |
| ---- | ------ | ------ | ------ | ------ |
| 受理 | 旧受   | 135    | 261    | 474    |
| 受理 | 新受   | 22,243 | 16,703 | 12,848 |
| 受理 | 総数   | 22,378 | 16,964 | 13,322 |
| 既済 | 起訴   | 6,057  | 5,200  | 4,376  |
| 既済 | 不起訴 | 10,041 | 7,071  | 5,556  |
| 既済 | その他 | 6,053  | 4,403  | 3,070  |
| 既済 | 総数   | 2,2151 | 16,674 | 13,002 |
| 未済 | 未済   | 227    | 290    | 320    |